# 지브롤터 대포위
지브롤터 대포위(영어: Great Siege of Gibraltar, 스페인어: Gran asedio de Gibraltar, 프랑스어: grand siège de Gibraltar)은 미국 독립 전쟁 당시 프랑스-스페인 연합군이 영국에게서 지브롤터를 되찾기 위해 벌인 싸움이었다. 이 전투는 미국 독립 전쟁 당시 참가한 인원이 가장 많은 전투였다. 1781년 요크타운 전투 이후 미국과 영국의 전쟁은 끝이 났지만, 부르봉 왕가의 지브롤터 공격은 1782년 9월이 되어서야 패배가 확실해졌다. 영국과의 평화 협상을 시작한 1783년 2월 프랑스-스페인 연합군은 포위를 중단하였다.
1779년 6월 16일, 스페인은 13개 식민지의 공동교전국이자, 프랑스 왕국의 동맹국으로서 미국 독립 전쟁에 참전했고, 지브롤터에 위치한 영국 해군 거점이 전쟁의 주요 목표였다. 조지 어거스터스 엘리엇이 이끄는 취약한 지브롤터 진지는 1779년 6월 24일부터 1783년 2월까지 봉쇄되었다. 처음에는 마르틴 소토마요르가 이끄는 스페인군만 봉쇄에 참여했다. 스페인 해군이 주둔하고 있음에도 불구하고 1780년 조지 로드니가 이끄는 첫 구원군이 도착했고 1781년 조지 다비가 이끄는 두 번째 구원군이 도착하면서, 스페인군의 봉쇄는 실패했다.
스페인군은 진지를 함락시키거나 영국의 구원군을 막는데 계속 실패했고, 1782년 초 사령직을 맡은 루이 드 크릴롱이 프랑스군을 이끌고 스페인군을 보강했다. 프랑스-스페인 연합군이 더 많은 대포와 선박, 병력을 모으는 동안 포위는 잠잠해졌고, 1782년 9월 18일 프랑스-스페인 연합군은 "대공격"을 개시했다. 지브롤터 진지에는 5,000명의 병력이 주둔하고 있었고, 연합군은 65,000명의 군인과 전열함 49척, 그리고 새로 개발한 부양포대 10척을 공격에 동원했다. "대공격"은 연합군의 처참하고 굴욕적인 패배였으며, 연합군은 심각한 피해를 입었다.
리처드 하우가 이끄는 영국 구원군이 1782년 10월 연합함대의 봉쇄를 뚫고 진지에 도착했을 때, 프랑스-스페인 연합군의 패색이 짙어졌다. 1783년 2월 7일 연합군은 지브롤터에 대한 봉쇄를 풀었다. 이 공방전은 미국 독립 전쟁을 끝내는 중요한 전투 중 하나로, 파리 조약의 여러 협상 내용이 공방전이 한창이던 중에 마련되었다. 이 전투는 또한 영국군이 치른 공방전 중 가장 긴 공방전이기도 하다.

## 배경
지브롤터 바위는 710년 무어리시 캐슬과 함께 처음 요새화되었다. 중세 시기 지브롤터는 10차례의 공방전을 겪었고, 이 공방전 중 일부는 승리로 끝났다. 영국-네덜란드 연합군은 스페인 왕위계승전쟁 중이던 1704년 지브롤터를 점령했고, 1713년 위트레흐트 조약을 통해 지브롤터가 영국 땅임이 인정되었다. 스페인은 1727년 영국-스페인 전쟁 당시 이 땅을 되찾으려고 했지만 실패했다. 1729년 세비야 조약으로 전쟁은 끝났지만 1730년 스페인은 지브롤터 반도 북쪽에 요새를 지어 스페인 본토로부터 지브롤터를 차단했다.
1738년 유럽과 아메리카 대륙 간의 상업을 두고 스페인과 영국이 충돌했다. 이는 1739년 젱킨스의 귀 전쟁 발발로 이어졌다. 영국과 스페인 모두 지브롤터 일대에 참호를 파려고 했다. 스페인의 작전을 눈치챈 영국 정부는 에드워드 베넌에게 포르토벨로를 출발하여 지브롤터만에 이미 주둔하고 있던 니콜라스 하독과 합류하라고 명령했다. 그러나 1748년 평화조약이 체결될 때까지 지브롤터에서 전투는 발생하지 않았다.
1746년 7월 9일 펠리페 5세가 사망한 이후, 페르난도 6세는 영국과 무역협상을 재개했다. 그러나 1759년 페르난도 6세가 죽을 때까지 영국과 스페인의 협상에는 진전이 없었으며, 새로 즉위한 카를로스 3세는 영국과의 협상을 거부했다. 1761년 8월 15일 카를로스 3세는 루이 15세와 가족협약을 맺고 영국에 대항했다. 프랑스는 이미 영국과 7년 전쟁을 벌이고 있었기 때문에, 영국은 가족협약에 맞서 스페인에 전쟁을 선포했다. 1762년 영국은 스페인 식민지인 필리핀과 쿠바의 수도였던 마닐라와 아바나를 점령했지만, 지브롤터에서 싸움이 발발하지는 않았다. 1763년 파리 조약에서 영국은 아바나와 마닐라와 스페인령 플로리다를 서로 교환하였다.
1776년 미국 독립 전쟁이 발발했을 때, 프랑스와 스페인은 미국 독립군을 지원했으며 영국에 맞서 미국의 편에 참전하고자 했다. 프랑스는 1778년 10월 동맹조약을 통해 미국의 편에서 전쟁에 참전했다. 1779년 4월 12일, 스페인은 영국으로부터 잃어버린 영토를 되찾는데 상호 협조하기로 한 제3차 가족협약에 따라 아랑후에스 조약을 체결했다. 스페인은 1779년 6월 16일 영국에 전쟁을 선포했고, 제2차 대륙 회의의 공동교전국이 되었다. 아랑후에스 조약에서 스페인의 주요 목표는 지브롤터를 확보하는 것이었고, 스페인과 프랑스는 지브롤터를 점령하기 전까지 별도로 평화협정이나 휴전협정을 체결하지 않기로 협의했다. 영국이 아메리카 대륙에서의 전쟁에 몰두하는 동안 지브롤터에 위치한 영국 진지는 상당히 취약해졌고, 스페인은 이곳을 점령한 뒤 프랑스군과 함께 영국을 침공한다면 향후 협상에서 잃어버린 영토를 되찾는데 유리해질 것이라고 판단했다.

### 주요 병력
| 사령관 |
| --- |
| - 스페인 육군 지휘관 마르틴 안토니오 알바레즈 데 소토마요르 - 지브롤터 총독이자 영국군 지휘관 조지 어거스터스 엘리엇 |

지브롤터 침공 병력을 이끄는 사령관은 마틴 알바레즈 데 소토마요르였다. 스페인 지상군은 포병대를 합친 왕립근위대와 발로나스 근위대를 포함하여 16개의 보병대대, 12개의 기병대로 구성되어 있었다. 이들을 합쳐 총 14,000명의 군인이 있었다. 루데신도 틸리가 포병대를 이끌었고, 기병과 프랑스 용기병은 아를레아노 후작이 지휘했다. 안토니오 바르셀로는 지브롤터만을 봉쇄하는 해상 병력을 지휘했으며, 그는 지벡과 포함들을 이끌고 본부를 알헤시라스에 세웠다. 루이스 데 코르도바 이 코르도바가 이끄는 11척의 전열함과 2척의 프리깃이 카디즈만에 주둔하며 영국군의 병력 강화를 막으려고 했다.
영국군의 경우, 1778년 당시 지브롤터 진지에 1,752명의 병력이 있었고 당시 지브롤터의 총독이었던 조지 어거스터스 엘리엇이 영국군 사령관이었다. 스페인의 침공에 대비해 지브롤터의 모든 방어시설이 강화되었다. 1770년대 초에 지어진 지브롤터 바위 일대의 방어시설 상태를 점검한 위원회의 보고로, 엘리엇의 주요 임무 중 하나는 지브롤터에 새로운 방어시설을 만들어 방어계획을 확장하는 것이었다. 이 시기 지어진 대표적인 방어 시설은 윌리엄 그린이 설계하고 솔저 아티피셔 컴퍼니가 건축한 킹스 배스쳔으로, 지브롤터 마을의 해안선을 따라 지어졌다. 그랜드배터리가 스페인 본토에서 지브롤터로 향하는 지협으로 이어지는 주요 관문인 랜드포트 문을 보호했다. 다른 요새와 포대는 지브롤터의 해안선과 지브롤터 바위에 몰려 있었다.
엘리엇은 방어계획을 시행하고자 포대와 요새에 더 많은 포를 배치했지만, 이들 중 다수는 사용이 불가능했다. 진지에는 브라운슈바이크뤼네부르크에서 온 3개 대대와 코르시카 병력 80명도 있었다. 엘리엇은 명사수 부대도 육성했다. 당시 영국 해군의 병력은 지브롤터에 매우 적었으며, 해군 대다수도 마을이나 해안가에 배치되었다. 그러나 옛 전열함이었던 HMS 팬서가 항구에 폐선박 겸 부양포대로 계류하고 있었다. 프리깃 HMS 엔터프라이즈와 12척의 포함도 지브롤터에 있었다. 영국군은 언젠가 지브롤터가 공격받을 것이라 예상하고 있었고, 선박을 통해 병력을 강화받고 보급품도 얻었다. 1778년 프랑스가 영국에 전쟁을 선포하자 지브롤터의 방비는 더욱 강화되었지만, 프랑스는 아메리카 대륙으로 군대를 파견하는 것에 더 관심이 있었고, 지브롤터를 침공하여 포위를 개시한 것은 프랑스가 아닌 스페인 군대였다.
당시 지브롤터에 배치된 영국군 부대는 제12보병연대 (현대의 서포크 연대), 제39보병연대, 제56보병연대, 제58보병연대, 제65보병연대, 맨체스터 왕립의용군 소속 제72보병연대였다.

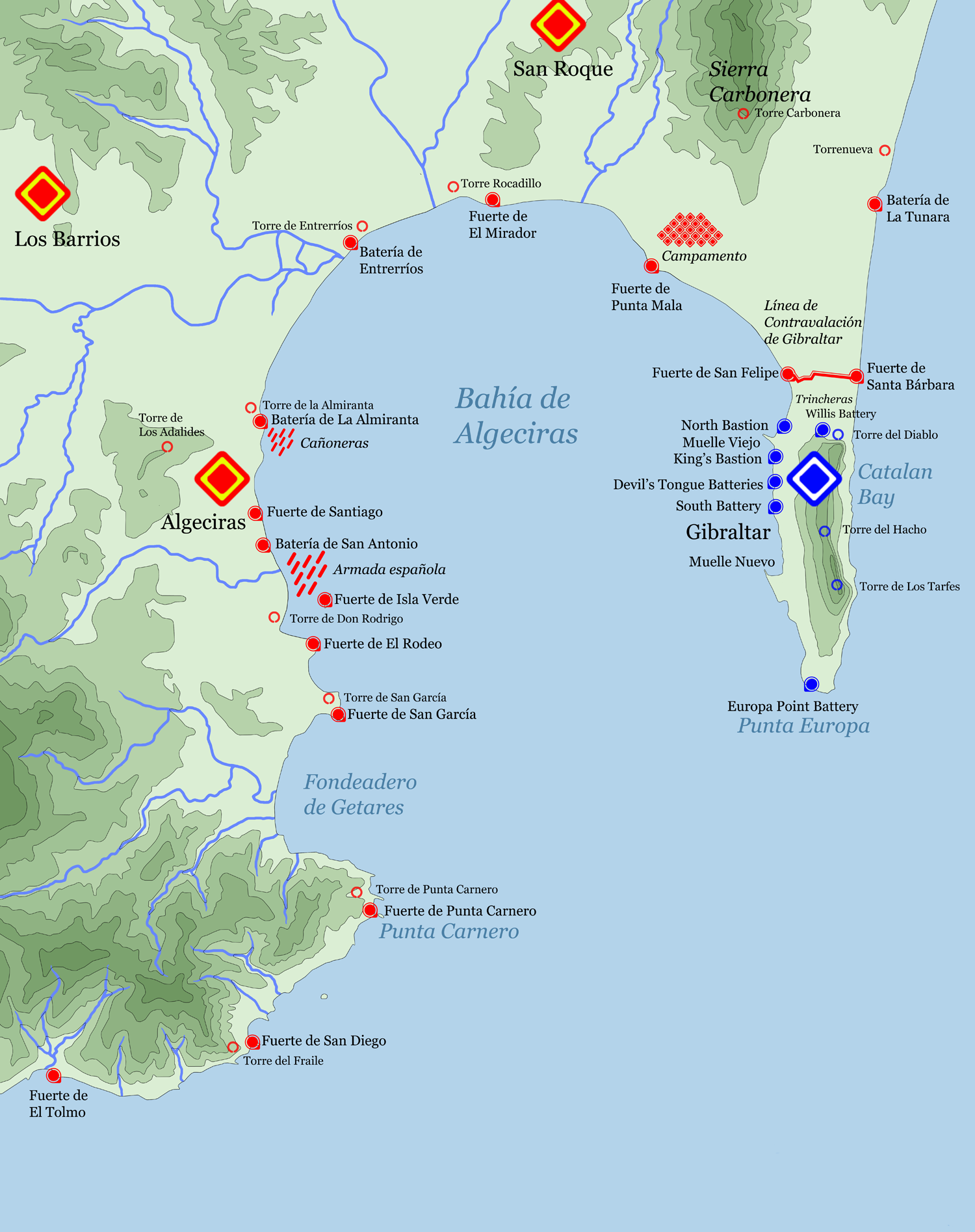
전투 당시 영국군 및 스페인군 요새가 표시된 지브롤터만 일대 해역
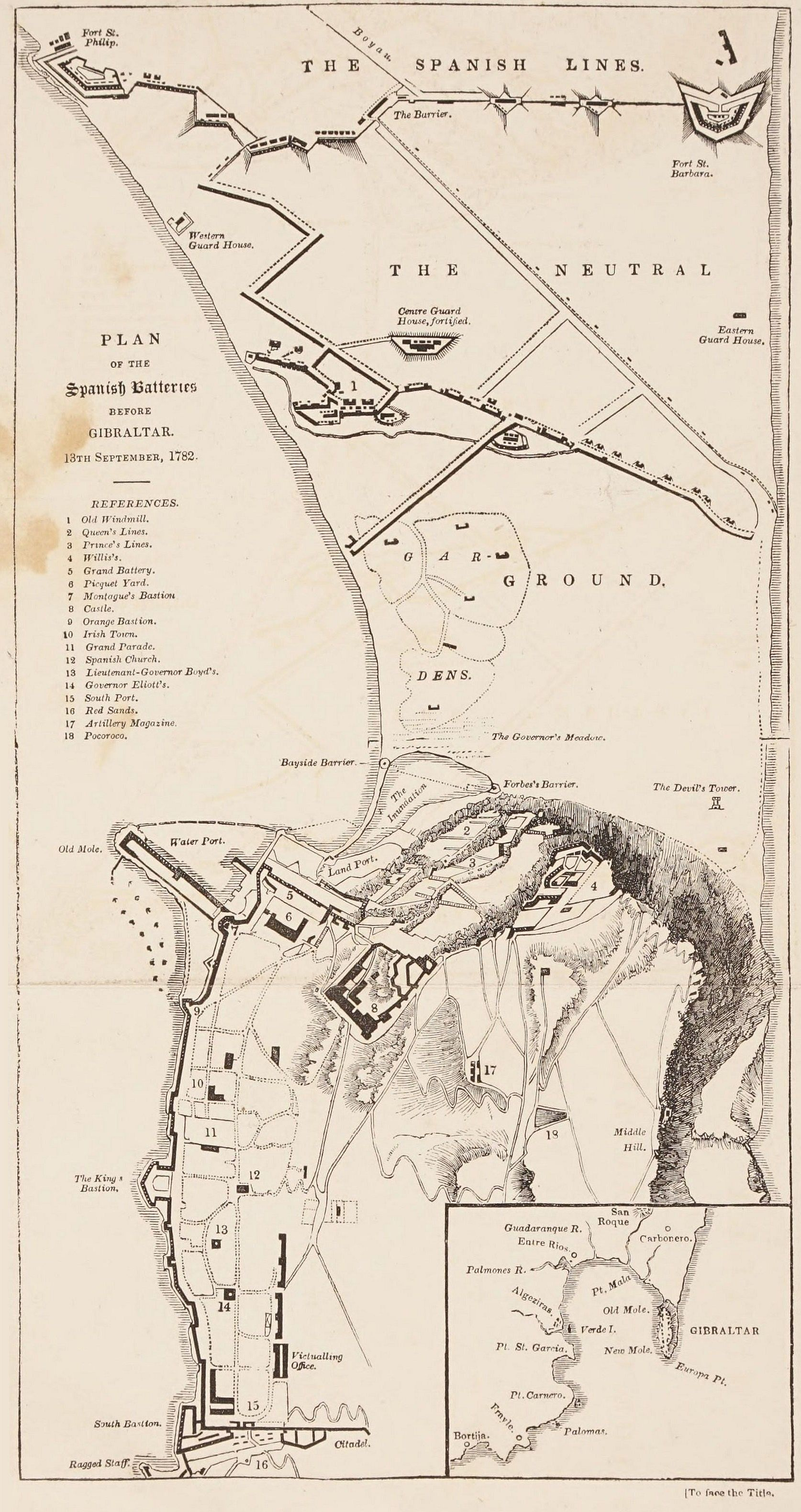
1782년 상세한 지브롤터 지도

## 포위전

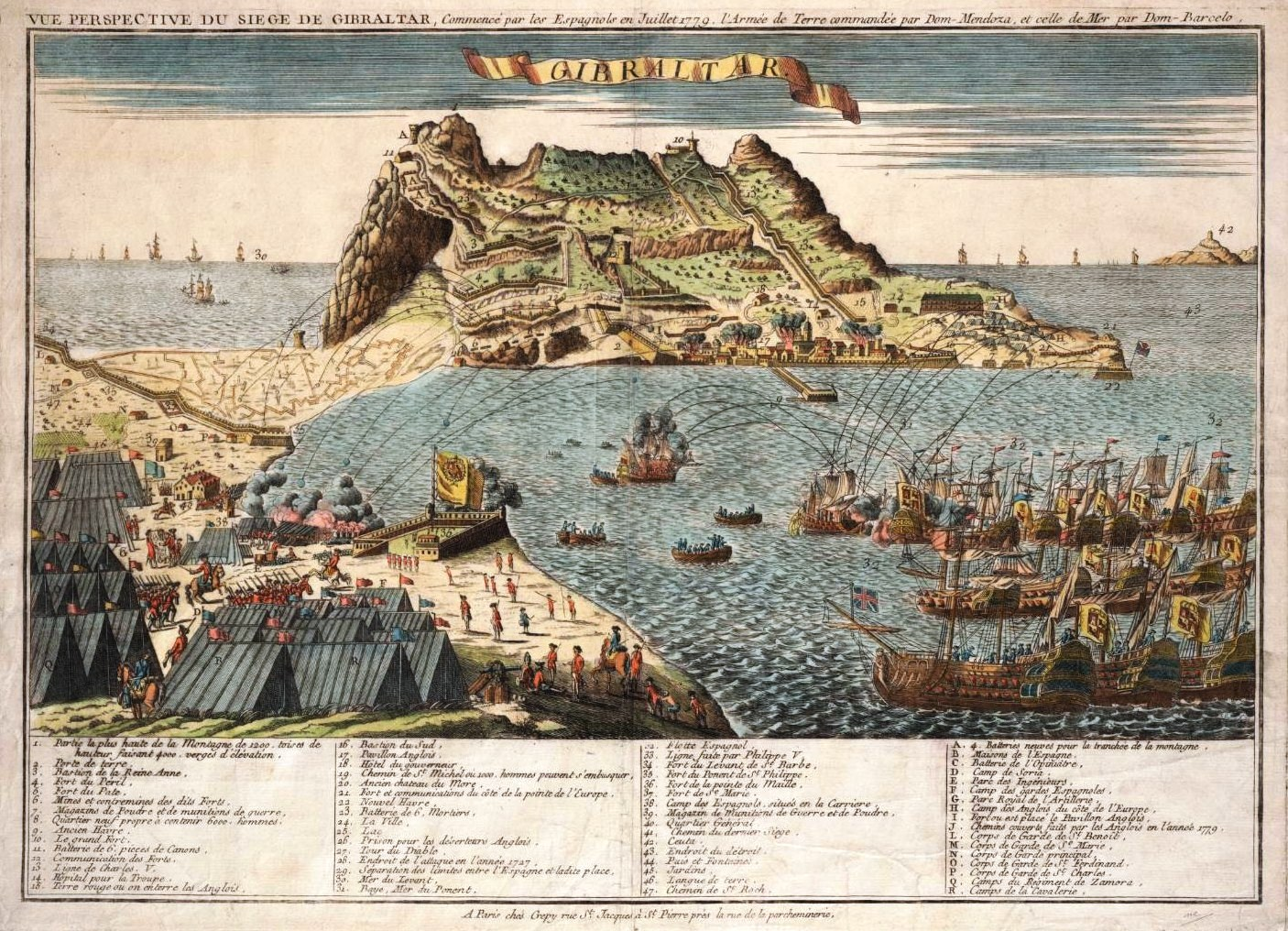
스페인 함대와 육상 거점에서 바라본 포위된 지브롤터의 파노마라 전경.

1779년 6월 16일 스페인은 영국에 선전포고했고, 지브롤터에 대한 포위도 즉각 개시되었다. 1779년 7월 6일, 영국 선박과 해안가에 있던 스페인군에게 보급품을 제공하려던 스페인 선박 사이에 교전이 발생했고, 스페인 선박 몇 척이 나포되었다. 육지 쪽에서 거대한 군대가 공격하기 위해 요새, 보루, 참호, 포대를 건설하는 동안 스페인-프랑스 연합함대는 해상에서 지브롤터를 봉쇄했다.
1779년 겨울이 되자, 영국군 진지의 식량이 바닥나기 시작했다. 빵은 얻기 거의 어려웠고, 아이들과 환자를 제외한 이들에게 보급되지 않았다. 염장고기와 비스킷이 주요 배급품이 되었고, 매일 쌀 4온스가 가끔 배급되었다. 연료도 바닥났고, 불도 거의 땔 수 없었으며 항구에서 파괴된 옛 선박들의 소금에 절여진 목재를 땔감으로 사용했다. 이로 인해 군대에서는 채소와 약품의 부족으로 괴혈병이 자주 발생했다. 지브롤터 총독이었던 엘리엇은 런던에 구호품을 요청했으나 겨울 동안 식량은 더욱 귀해졌다. 그럼에도 불구하고 영국군 진지의 사기는 높았으며, 일부 병력은 스페인군이 시험 삼아 시행한 공격을 무찌르기도 했다. 영국군은 바다에서 구호품이 오기를 바라며 추위와 배고픔을 견뎌냈다. 한편 스페인군은 지브롤터 공방전에 대부분의 병력과 선박을 배치했기 때문에 예정된 잉글랜드 침공을 연기했다. 이는 1779년 아르마다의 취소로 이어졌다.

### 영국 해군의 제1차 구원

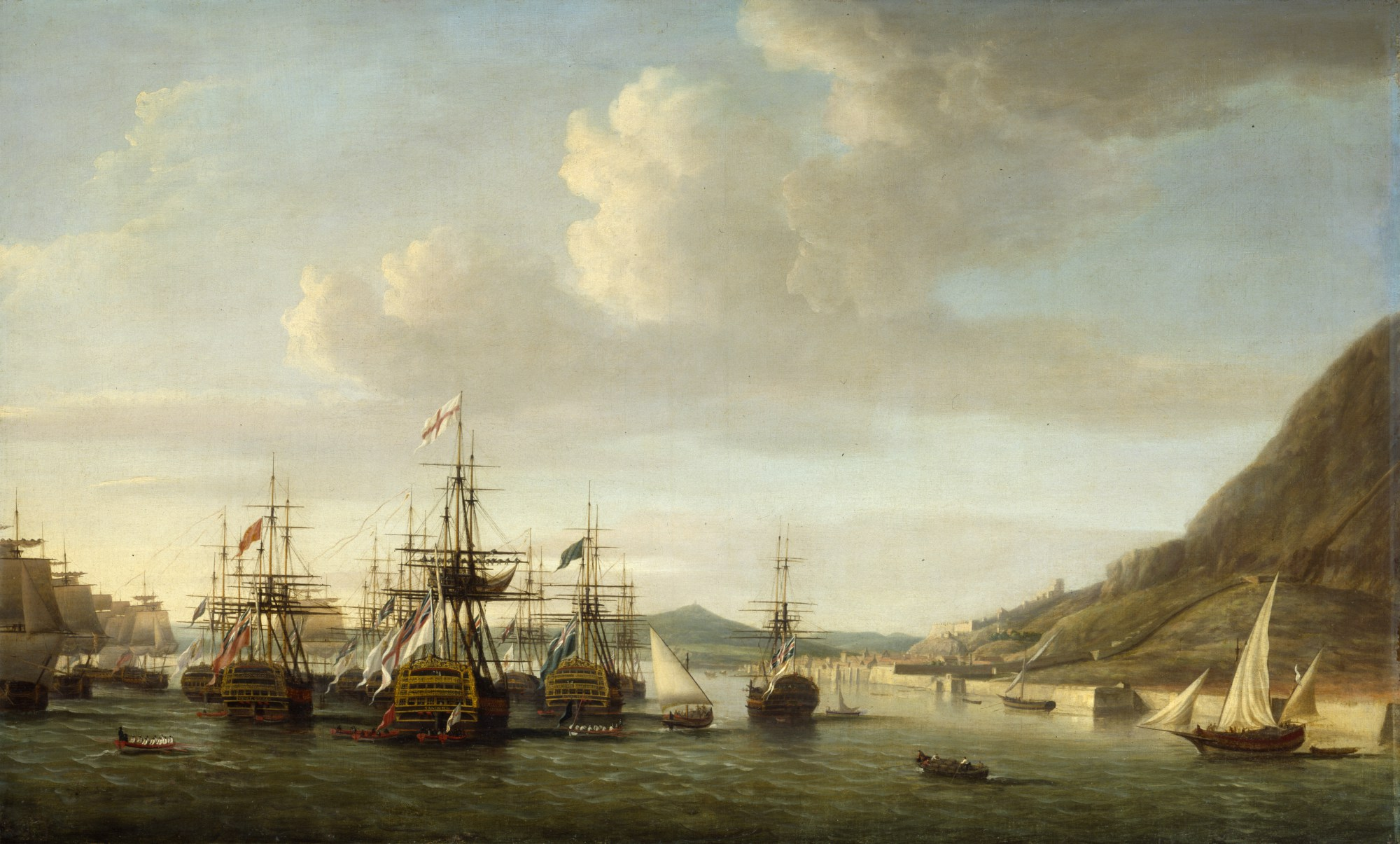
조지 로드니 제독의 구호함대가 1780년 세인트빈센트곶 해전에서 나포한 스페인 전함들과 함께 지브롤터로 들어오고 있다. 도미닉 세레스 작.

1779년 12월, 조지 로드니가 이끄는 대규모 수송선이 21척의 전열함의 호위를 받으며 영국에서 지브롤터로 항해했다. 항해 중 1780년 1월 8일 영국 해군은 스페인 수송대를 피니스테르곶에서 격퇴했다. 영국 해군은 지브롤터 진지를 나포한 선박의 물품들로 더 보급할 계획이었다. 스페인 해군은 수송선 소식을 알고 후안 데 랑가라 제독 휘하의 함대를 보냈지만, 스페인 해군은 호위대의 병력을 얕보았고 랑그라의 선박들은 곧 도주해야 했다. 로드니는 이들을 따라잡아 스페인 함대를 세인트빈센트곶 해전에서 격퇴했고, 전열함 5척과 수송품을 확보했다. 영국 함대는 쉽게 스페인의 봉쇄를 돌파했고, 1780년 1월 25일  조지 맥켄지가 이끄는 제73하일랜드보병연대 1,052명과 스페인 수송품을 비롯한 충분한 보급품을 가지고 지브롤터에 도달했다. 진지는 이를 통해 보강되었지만, 로드니의 함대가 떠나자마자 공방전이 재개되었다. 영국군은 지브롤터를 점령하려는 스페인군의 시도에 끊임없이 맞섰다. 양측이 계속 전투를 벌이는 동안 여름 말부터 다시 보급품이 부족해지기 시작했고 괴혈병이 다시 창궐해 진지 내 싸울 수 있는 병력이 감소했다. 작고 속도가 빠른 선박을 통해 봉쇄를 돌파한 영국군은 미노르카섬의 영국군과 연락을 주고받았지만, 미노르카섬의 영국군도 보급품이 부족했다.

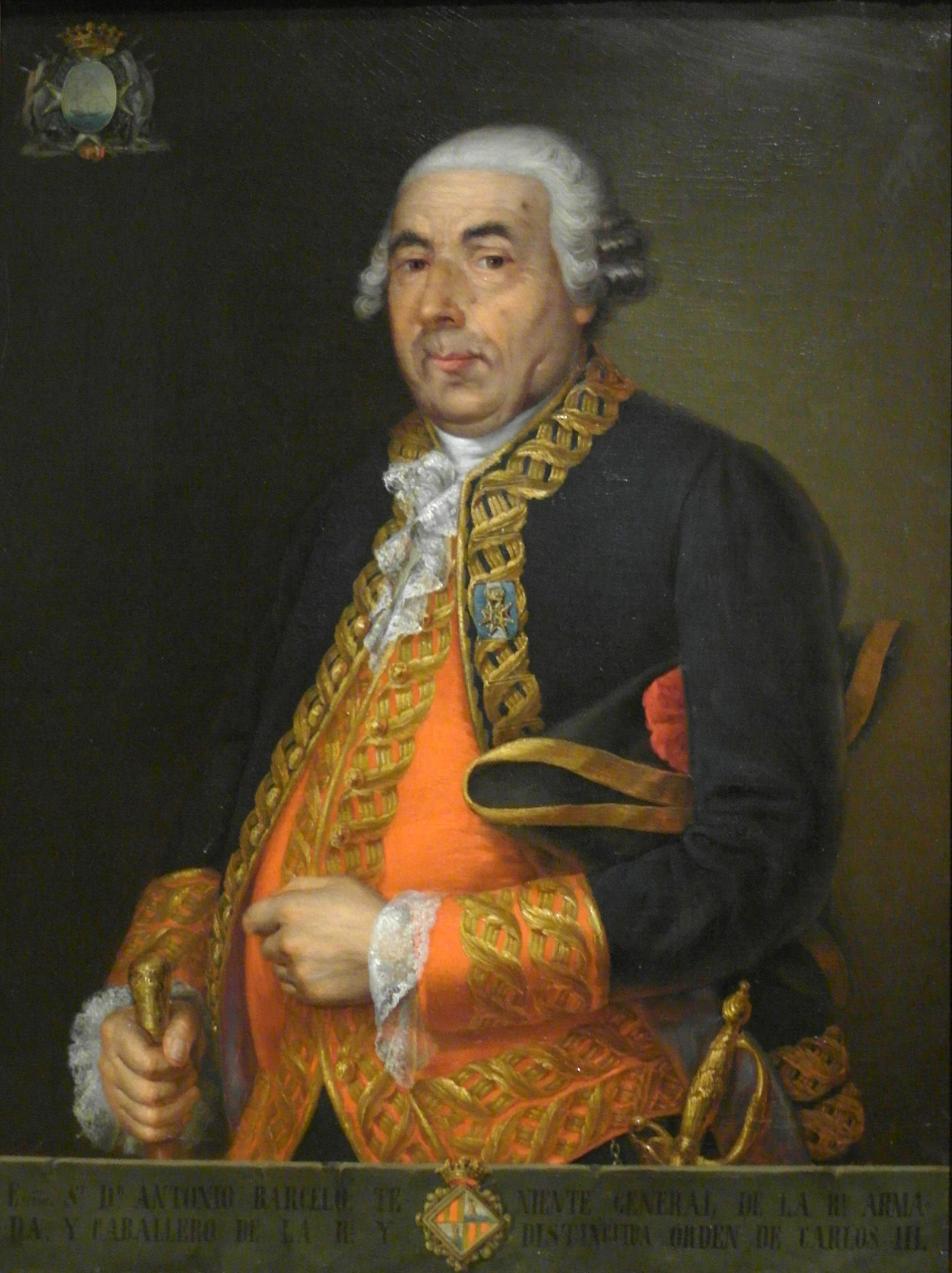
스페인 해군 사령관 안토니오 바르셀로

1780년 6월 7일 지브롤터에 있던 가장 큰 선박 2척인 HMS 팬서와 HMS 엔터프라이즈가 지브롤터에 있던 스페인 화선의 주요 목표가 되었다. 엔터프라이즈의 경고 사격으로 영국군 진지는 위험을 감지했고, 격렬한 포격에 화선들의 속도가 느려졌다. 일부 화선은 격침되었지만 다른 화선은 영국군 선박을 향해 공격을 개시했다. 항구 밖에서 스페인 함대가 도망치려는 영국군 선박을 기다리고 있었기 때문에, 팬서와 엔터프라이즈의 선원들은 롱보트로 화선을 가로채 화선의 진로를 변경했다.

### 영국 해군의 제2차 구원
지브롤터의 영국군은 1780년 겨울 동안 스페인군, 폭풍우, 질병, 그리고 굶주림과 맞서 싸워야 했다. 1781년 3월, 영국군의 상황은 심각했다. 진지의 군인들과 민간인들은 주마다 보급되는 식량에 의존했고, 더 많은 보급품이 필요했다. 스페인군의 봉쇄는 어느 정도 주효하여 몇몇 영국군 선박만이 봉쇄를 뚫고 충분하지 않은 보급품을 제공했다.

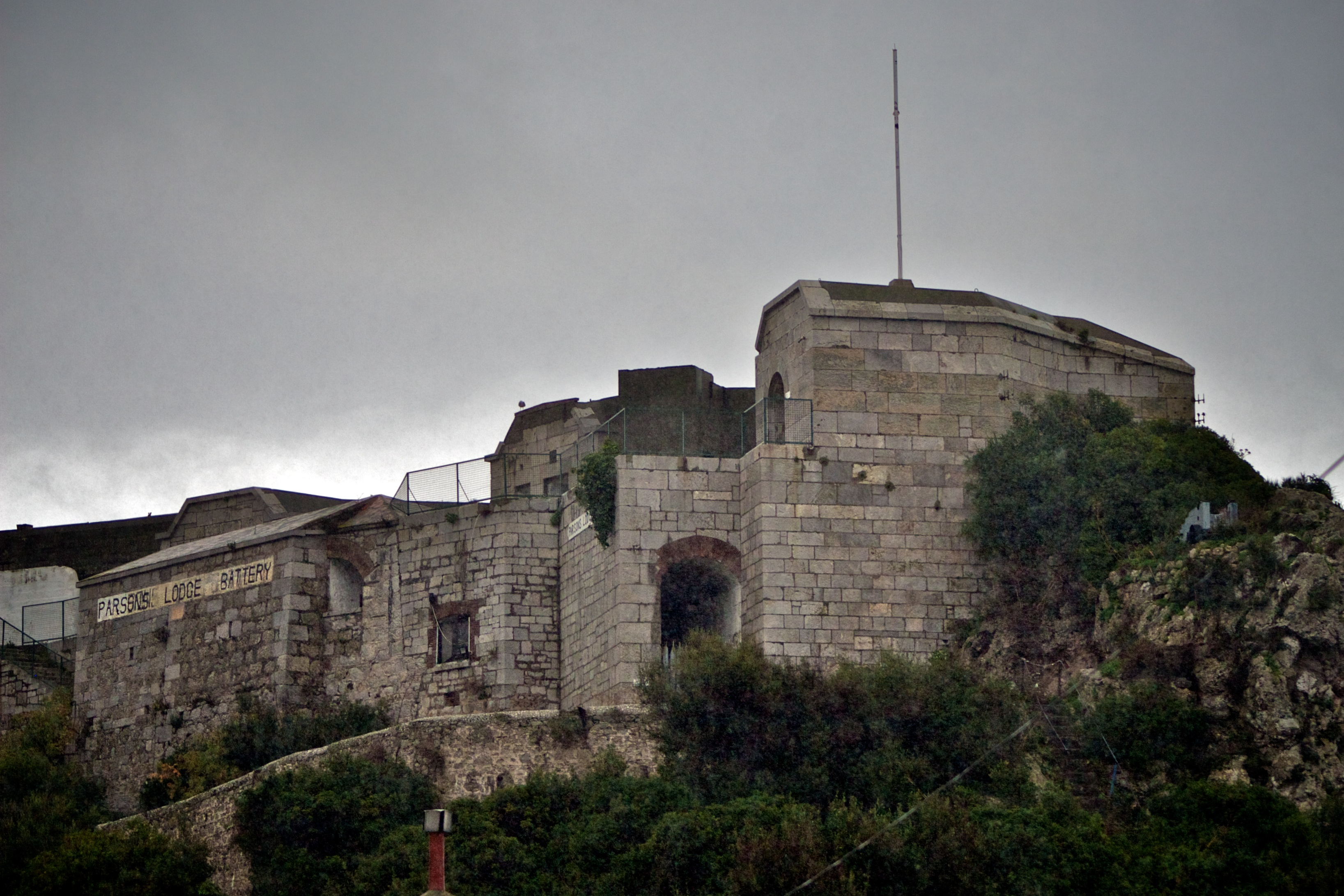
지브롤터 로지아만의 방어를 담당했던 파슨스 로지 포대. 1720년대 건축된 이래 지브롤터의 주요 해안 방어시설로 자리매김하였다.

1781년 4월 12일, 스페인 함대가 있음에도 불구하고 조지 다비 부제독이 이끄는 29척의 전열함이 잉글랜드부터 100대의 화물선을 호위하며 지브롤터만으로 진입했다. 영국군의 만 진입에 좌절한 스페인 함대는 포위가 시작된 이래 처음으로 수송품이 하역되는 동안 격렬한 포격을 퍼부었다. 지브롤터 시가지는 이 포격으로 쑥대밭이 되었지만, 선박들이 수송품을 하역하는 남쪽 방파제에는 포격이 미치지 않았다. 영국군 함대는 밤에 어떠한 방해도 받지 않고 지브롤터를 떠났으며, 스페인 함대의 봉쇄를 돌파했다. 영국군 진지 내 보급품은 충분했으며, 영국군은 식량과 보급품뿐만 아니라 탄약, 총, 화약도 넉넉히 갖추게 되었다. 조지 다비 부제독이 영국군을 구원한 이후, 프랑스-스페인 연합군은 진지를 봉쇄해 영국군을 굶겨 죽이는 것이 불가능하다는 것을 알게 되었다. 이로 인해 연합군은 바다와 육지를 통해 더 많은 공격을 퍼부어 해결하기로 했고, 많은 수의 육군과 선박을 결집했다. 추가로, 스페인군은 지브롤터 지협에 포대를 더 많이 건설했고, 총 4개의 포대에 14개의 포가 배치되었다. 지협에 위치한 포대는 전투 이전부터 있었던 산 카를로스, 산 펠리페, 산타 바바라 포대들도 있었으며, 이들은 각각 24개부터 27개의 포를 가지고 있었다.
1781년 6월 9일 영국군 포들이 스페인 주요 화약고를 맞추었고, 화약고가 폭발했다. 이 폭발로 주변의 다른 작은 화약고들이 연달아 불길에 휩싸였고, 부차적인 저장품과 포탄이 폭발했다. 스페인군은 대혼란에 휩싸였고,수많은 스페인군이 자신들의 기지를 덮친 불을 끄려고 했다. 결국 스페인군의 질서가 회복되었고 스페인군의 포대 건설은 지속되었다. 1781년 말 스페인-프랑스 연합군은 50개의 박격포를 가지고 있었고 24파운드 포에서 12인치 박격포에 이르기까지 다양한 종류의 포를 114문 보유했다.

## 같이 보기
- 지브롤터 점령
- 제13차 지브롤터 포위전

## 참고 서적
- Adkins, Lesley; Adkins, Roy (2017). 《Gibraltar: The Greatest Siege in British History》. Hachette UK. ISBN 978-1408708682.
- Allison, David K; Ferreiro, Larrie D, 편집. (2018). 《The American Revolution: A World War》. Smithsonian Institution. ISBN 978-1588346599.
- Bemis, Samuel Flagg (2012). 《The Diplomacy of the American Revolution》. Read Books Ltd. ISBN 978-1447485155.
- Bond, Peter (2003), 〈Gibraltar's Finest Hour: The Great Siege, 1779–1783〉, 《300 Years of British Gibraltar, 1704–2004》, Peter-Tan
- Chartrand, René; Courcelle, Patrice (2006). 《Gibraltar 1779–1783: The Great Siege》. Gibraltar: Osprey. ISBN 978-1841769776.
- Clodfelter, Micheal (2017). 《Warfare and Armed Conflicts: A Statistical Encyclopedia of Casualty and Other Figures, 1492–2015, 4th ed》. McFarland. ISBN 978-0786474707.
- Cuhaj, George S; Michael, Thomas (2011). 《2012 Standard Catalog of World Coins 2001 to Date》. Krause Publications. ISBN 978-1440215759.[깨진 링크(과거 내용 찾기)]
- Davenport, Frances Gardiner; Paullin, Charles Oscar (1917). 《European Treaties Bearing On the History of the United States and Its Dependencies》 2015판. Andesite Press. 168쪽. ISBN 978-1298827005.
- Davis, Paul K (2003). 《Besieged: 100 Great Sieges from Jericho to Sarajevo》. Oxford University Press. ISBN 978-0195219302.
- Drinkwater, John (1905). 《A history of the siege of Gibraltar: With a description and account of that garrison, from the earliest periods》. T. Nelson.
- Dupuy, Richard Ernest; Hammerman, Gay M; Hayes, Grace P (1977). 《The American Revolution, a Global War》. D. Mckay Company. ISBN 978-0679506485.
- Eggenberger, David (2012). 《An Encyclopedia of Battles: Accounts of Over 1,560 Battles from 1479 B.C. to the Present Dover Military History, Weapons, Armor》. Courier Corporation. ISBN 978-0486142012.
- Falkner, James (2009), 《Fire Over The Rock: The Great Siege of Gibraltar 1779–1783》, Pen and Sword, ISBN 978-1473814226
- Ferreiro, Larrie D (2016). 《Brothers at Arms: American Independence and the Men of France and Spain Who Saved It》. Knopf Doubleday Publishing Group. ISBN 978-1101875254.
- Finlayson, Darren (2006). 《The fortifications of Gibraltar: 1068–1945》. Oxford [u.a.]: Osprey. ISBN 978-1846030161.
- Gardiner, Robert (1997). 〈Gibraltar: the second relief and after, 1781−1782〉. 《Navies and the American Revolution, 1775−1783》. Chatham Publishing. ISBN 155750623X.
- Hagist, Don N (2014). “The Greatest Siege”. 《Journal of the American Revolution》. Bruce H. Franklin. 2020년 8월 31일에 확인함. There were many sieges during the American Revolution …Yorktown … [beginning in 1779] Gibraltar.
- Harding, Richard (2010). 《The Emergence of Britain's Global Naval Supremacy: The War of 1739–1748》. Boydell & Brewer. ISBN 978-1843835806.
- Harvey, Robert (2004). 《A Few Bloody Noses: The American Revolutionary War》. Robinson. ISBN 978-1841199528.
- Hoock, Holger (2010). 《Empires of the Imagination: Politics, War, and the Arts in the British World, 1750–1850》. Profile Books. ISBN 978-1861978592.
- Hughes, Quentin; Migos, Athanassios (1995). 《Strong as the Rock of Gibraltar》. Gibraltar: Exchange Publications. OCLC 48491998.
- Kochin, Michael S; Taylor, Michael (2020). 《An Independent Empire: Diplomacy & War in the Making of the United States》. University of Michigan Press. ISBN 978-0472054404.
- Lavery, Brian (2015). 《Nelson's Victory: 250 Years of War and Peace》. Seaforth Publishing. ISBN 978-1473854949.
- Mackesy, Piers (1992). 《The War for America: 1775–1783》. Bison Books. ISBN 978-0803281929.
- Mahan, Arthur T (1898). 《Major Operations of the Royal Navy, 1762–1783》. Boston: Little, Brown. 449쪽. OCLC 46778589. langara.
- Miller, Hunter, 편집. (1931). 《Treaties and Other International Acts of the United States of America: 1776–1818  (Documents 1–40)》 II. U.S. Government Printing Office.
- Montero, Francisco Maria (1860). 《Historia de Gibraltar y de su campo》 (스페인어). Imprenta de la Revista Médica.
- Monti, Ángel María (1852). 《Historia De Gibraltar: Dedicada A SS. AA. RR., Los Serenisimos Señores Infantes Duques De Montpensier》. Juan Moyano. 2020년 6월 1일에 확인함.
- Morris, Richard Brandon, 편집. (1975). 《John Jay: The winning of the peace: unpublished papers, 1780–1784 Volume 2》. Harper & Row. ISBN 978-0060130480.
- Murphy, Orville T (1982). 《Charles Gravier, Comte de Vergennes: French Diplomacy in the Age of Revolution, 1719–1787》. SUNY Press. ISBN 978-0873954839.
- Norwich, John Julius (2006). 《The Middle Sea: A History of the Mediterranean》. Random House.
- Pratt, Julius William (1971). 《A History of United States Foreign Policy》. Prentice-Hall. ISBN 978-0133923162.
- Rodger, Nicholas (2006). 《The Command of the Ocean: A Naval History of Britain, 1649–1815》. London.
- Richmond, Herbert William (2012). 《The Navy in the War of 1739–48: Volume 1》. Cambridge University Press. ISBN 978-1107690059.
- Simms, Brendan (2007). 《Three Victories and a Defeat: The Rise and Fall of the First British Empire, 1714–1783》. Allan Lane. ISBN 978-0713994261.
- Stephens, Frederic (1870). 《A history of Gibraltar and its sieges》. Provost & Co.
- Stockley, Andrew (2001). 《Britain and France at the Birth of America: The European Powers and the Peace Negotiations of 1782–1783》. University of Exeter Press. ISBN 978-0859896153.
- Sugden, John (2004). 《Nelson: A Dream of Glory》. London. ISBN 022406097X. OCLC 56656695.
- Syrett, David (2006). 《Admiral Lord Howe: A Biography》. London.
- Uxó, José Palasí (2007). “Referencias en torno al bloqueo naval durante los asedios”. 《Almoraima》 (스페인어) (34).
- “Continental Congress: Remarks on the Provisional Peace Treaty”. U.S. National Archives. 1783. 2020년 7월 15일에 확인함.
- “British-American Diplomacy – Preliminary Articles of Peace; November 30, 1782”. Yale Law School, Avalon Project. 1782. 2020년 7월 15일에 확인함.
- “British-American Diplomacy, The Paris Peace Treaty 1783 and Associated Documents”. 《The Avalon Project》. Yale Law School. 2020년 7월 30일에 확인함. His Brittanic Majesty acknowledges the said United States